# Паэ
Па́э (эст. Pae) — микрорайон в районе Ласнамяэ города Таллина, столицы Эстонии. 

## География

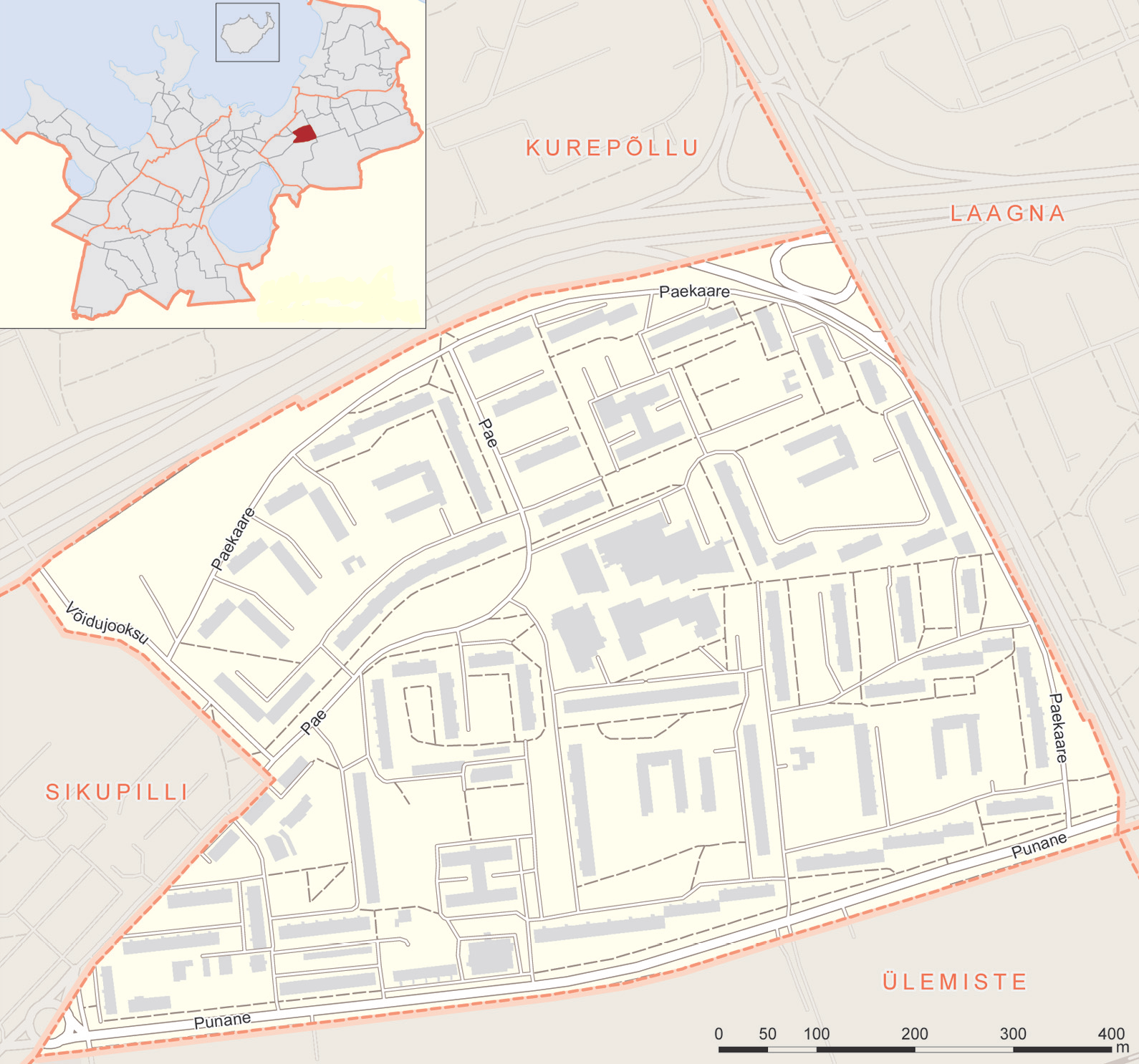
Карта микрорайона Паэ

Расположен в восточной части Таллина. Площадь — 0,58 км². Плотность населения на 1 января 2023 года — 22124,1 чел/км².

## Улицы
В микрорайоне Паэ проходят улицы Выйдуйооксу, Паэ, Паэкааре, Пунане, Юхана Смуула. На севере граничит с улицей Лаагна.

## Население
На 1 января 2014 года в Паэ проживали 13 918 человек, из них мужчины — 44 %. Эстонцы составляли 22 % жителей микрорайона.
| Численность населения микрорайона Паэ на 1 января по данным Регистра народонаселения | Численность населения микрорайона Паэ на 1 января по данным Регистра народонаселения | Численность населения микрорайона Паэ на 1 января по данным Регистра народонаселения | Численность населения микрорайона Паэ на 1 января по данным Регистра народонаселения | Численность населения микрорайона Паэ на 1 января по данным Регистра народонаселения | Численность населения микрорайона Паэ на 1 января по данным Регистра народонаселения | Численность населения микрорайона Паэ на 1 января по данным Регистра народонаселения | Численность населения микрорайона Паэ на 1 января по данным Регистра народонаселения |
| 2008                                                                                 | 2010                                                                                 | 2011                                                                                 | 2012                                                                                 | 2013                                                                                 | 2014                                                                                 | 2015                                                                                 | 2016                                                                                 |
| ------------------------------------------------------------------------------------ | ------------------------------------------------------------------------------------ | ------------------------------------------------------------------------------------ | ------------------------------------------------------------------------------------ | ------------------------------------------------------------------------------------ | ------------------------------------------------------------------------------------ | ------------------------------------------------------------------------------------ | ------------------------------------------------------------------------------------ |
| 14 043                                                                               | ↗14 058                                                                              | ↘14 002                                                                              | ↘13 771                                                                              | ↗13 815                                                                              | ↗13 918                                                                              | ↘13 869                                                                              | ↗13 875                                                                              |
| 2017                                                                                 | 2018                                                                                 | 2019                                                                                 | 2020                                                                                 | 2021                                                                                 | 2022                                                                                 | 2023                                                                                 |                                                                                      |
| ↘13 807                                                                              | ↗13 808                                                                              | ↘13 333                                                                              | ↘13 263                                                                              | ↘13 155                                                                              | ↘12 991                                                                              | ↘12 832                                                                              |                                                                                      |

В микрорайоне Паэ самая высокая плотность населения среди всех таллинских микрорайонов: в 2023 году она составила 22 124 чел/км² (Таллин — 2847 чел/км²).

## История
В середине XX века почти вся территория Паэ была арендной землей, за счёт которой планировалось расширение города. Здесь были луга и имелось редкое озеленение, располагались небольшие дома из известняка.
Микрорайон Паэ был сформирован в 1991 году на основе бывшего 1-го микрорайона Ласнамяэ, спроектированного в 1973 году архитекторами Мартом Портом, Ириной Рауд и Тийу Аргус. Строительство панельных домов началось в 1977 году, и первые дома были построены в 1978 году.
Название микрорайон получил по своей главной улице — Паэ (эст. Pae — «Известняковая»). Ранее его также называли Уус-Паэ  (эст. Uus-Pae — «Новый Паэ»).
Южная граница Паэ проходит по улице Пунане (эст. Punane — «Красная»), названной в честь южного маяка Таллина, прозванного в народе «Красным маяком».

## Важнейшие объекты
- детский сад «Паэкааре», улица Паэ 51;
- детский сад «Суур-Паэ», улица Пунане 29;
- детский сад «Тууле», улица Паэкааре 38;
- детский сад «Кирсике», улица Паэкааре 76;
- Ласнамяэская гимназия, улица Паэ 59;
- рынок Ласнамяэ (Lasnamäe Turg), улица Паэ 70.

До 2013 года по адресу улица Пунане 29 работало частное высшее учебное заведение — Эстоно-Американская бизнес-академия.

## Общественный транспорт
В микрорайоне курсируют городские автобусы маршрутов № 7, 12, 13, 31, 35, 42, 49, 50, 58, 67.

## Галерея

Микрорайон Паэ
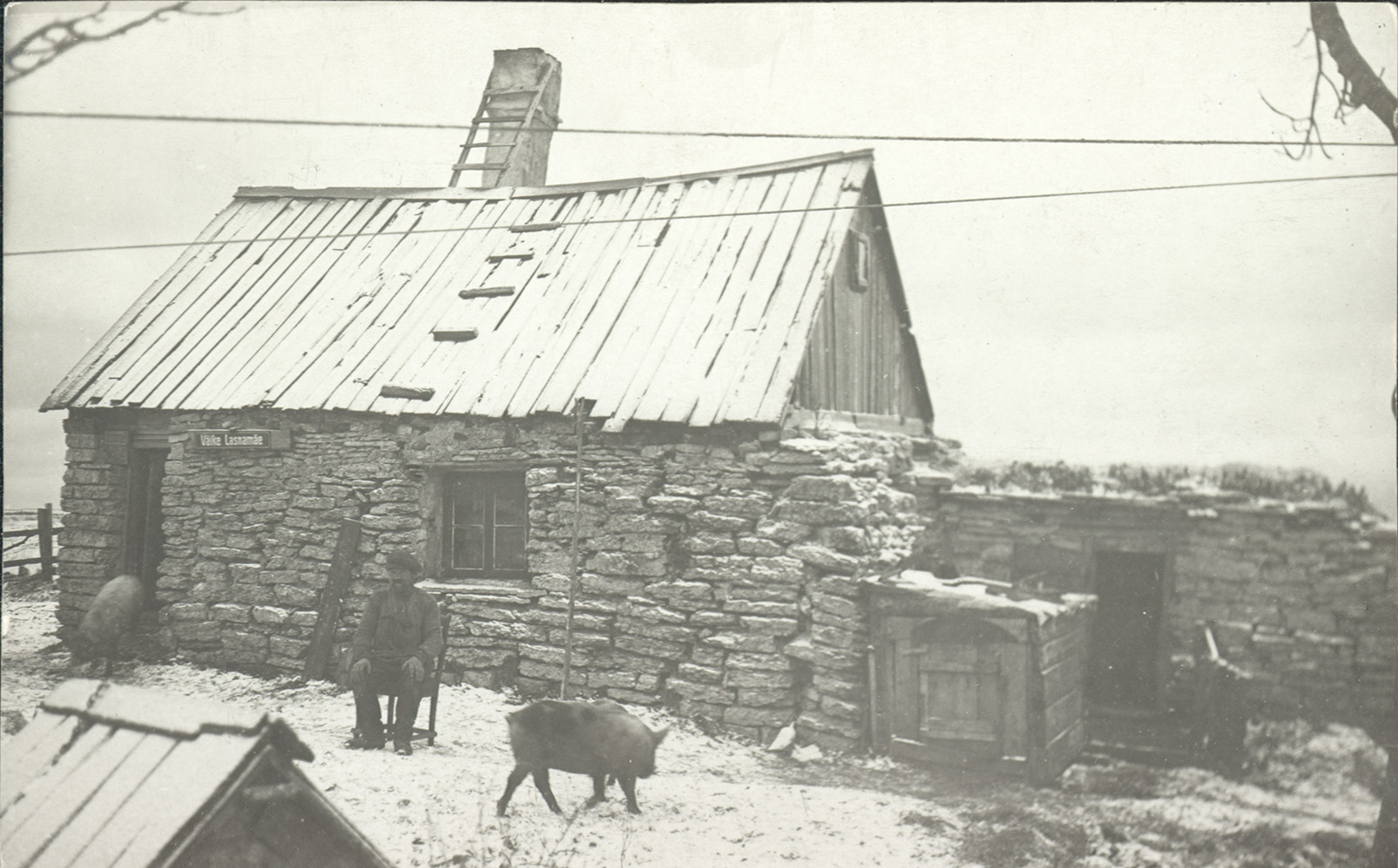
Жилой дом из плитняка в карьере Вяйке-Ласнамяэ, 1920–1940 годы
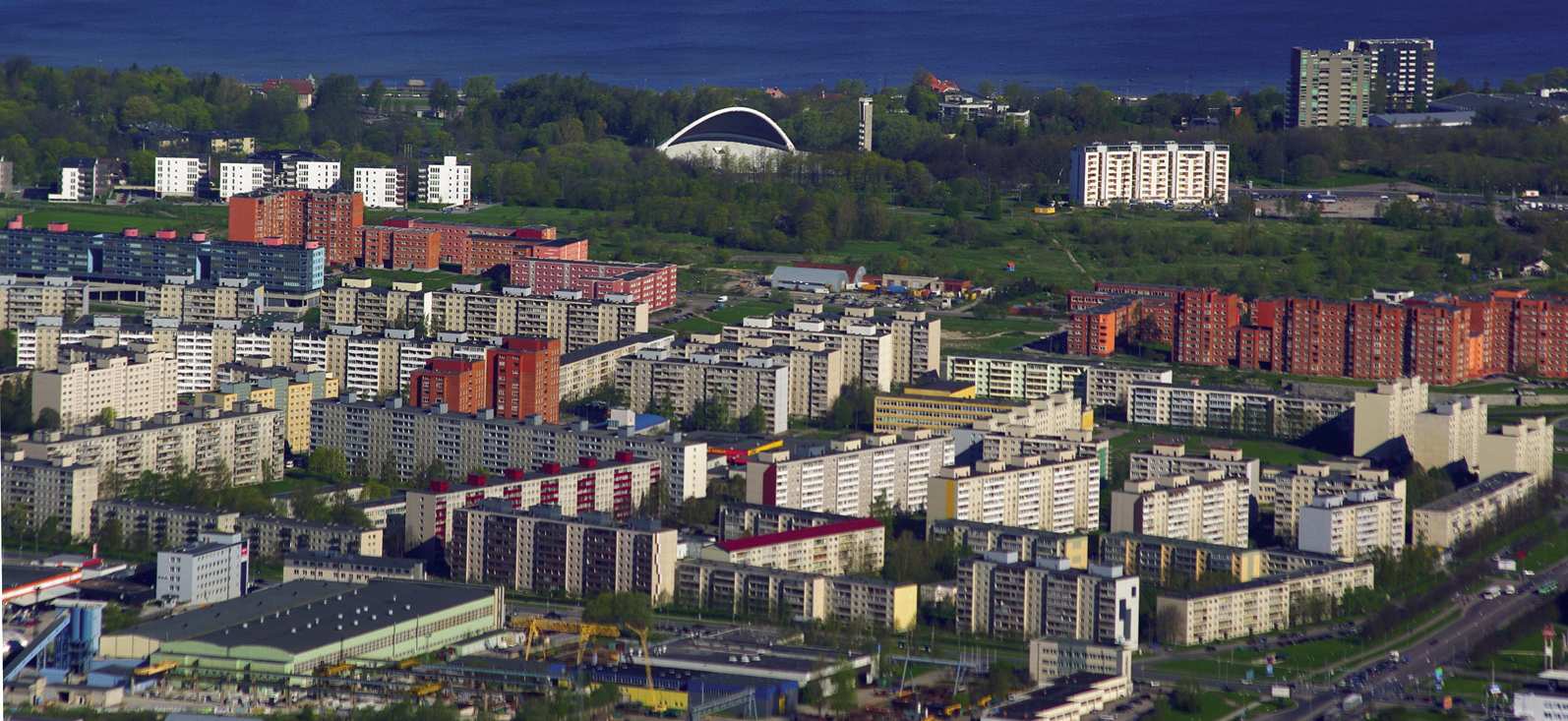
Аэрофото микрорайона Паэ
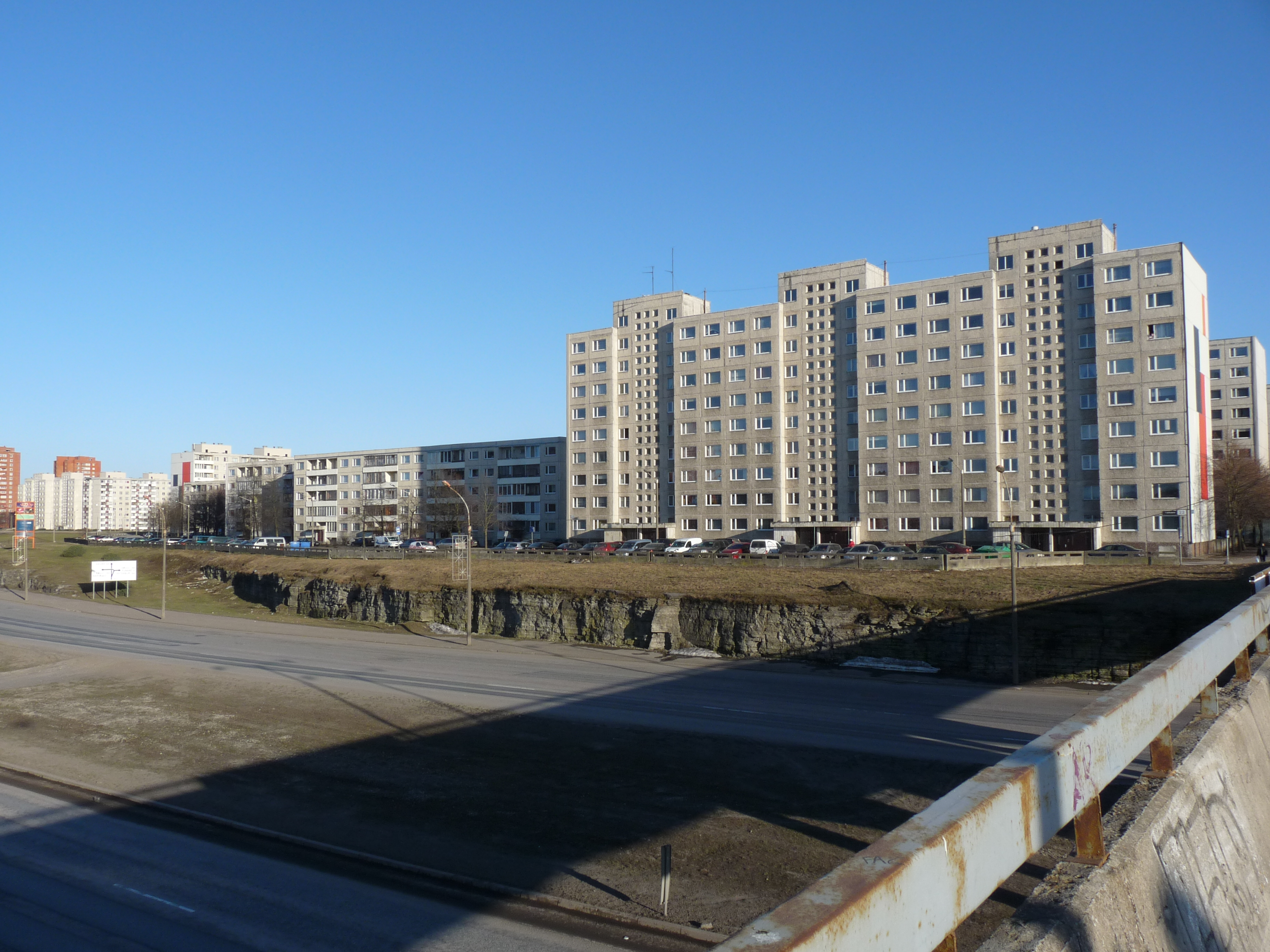
Улица Лаагна
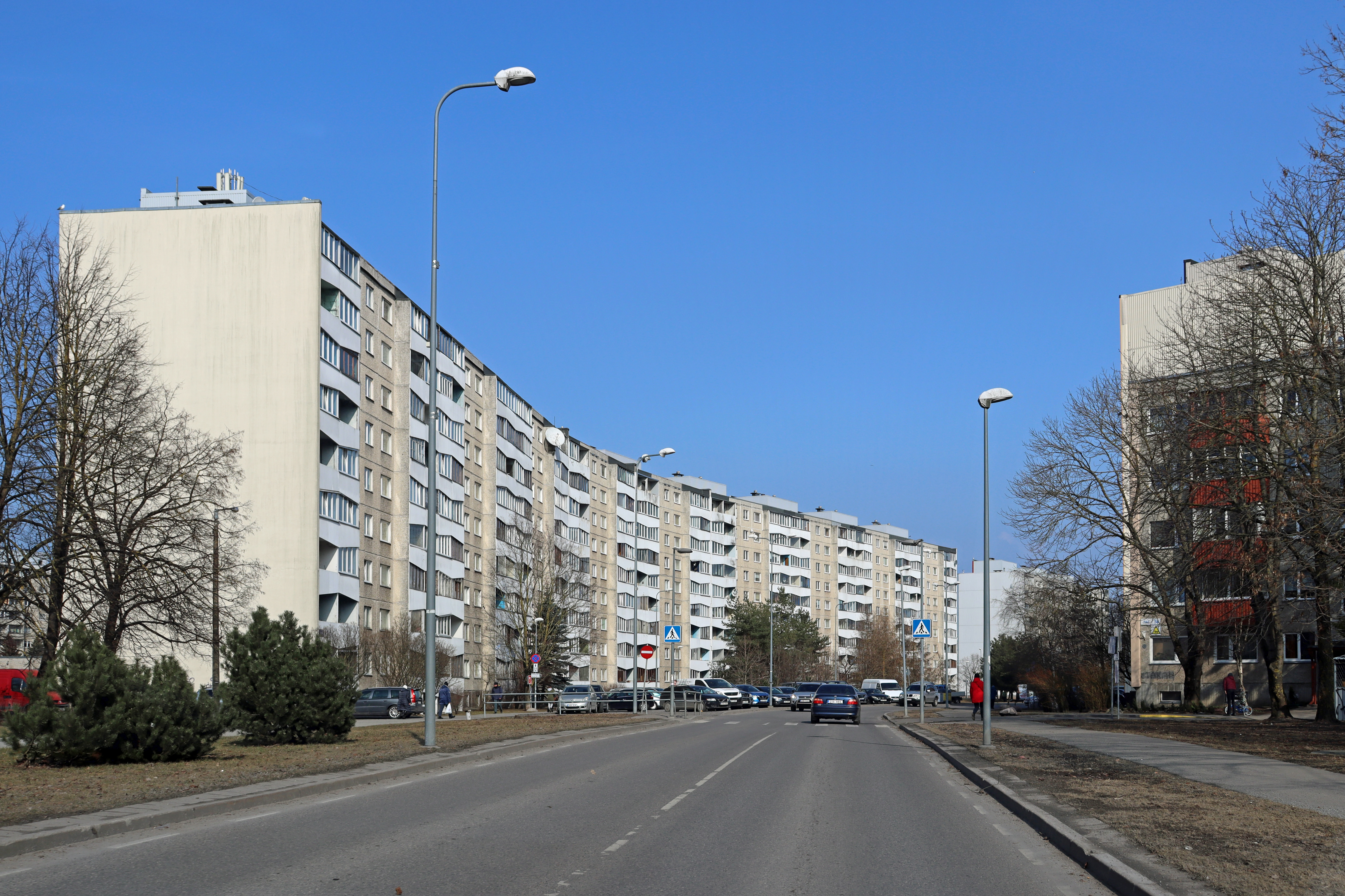
Улица Паэ
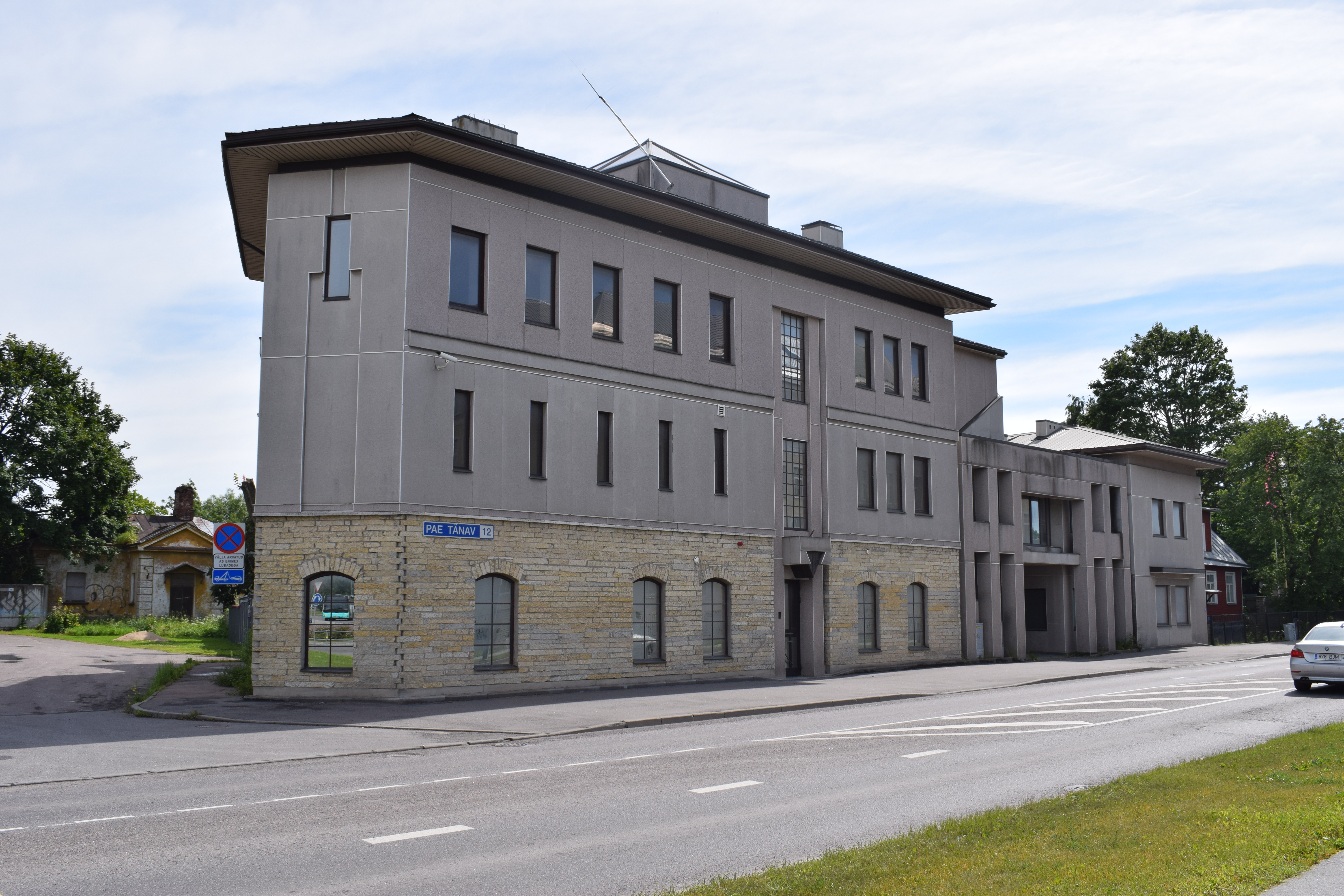
Улица Паэ, дом 12
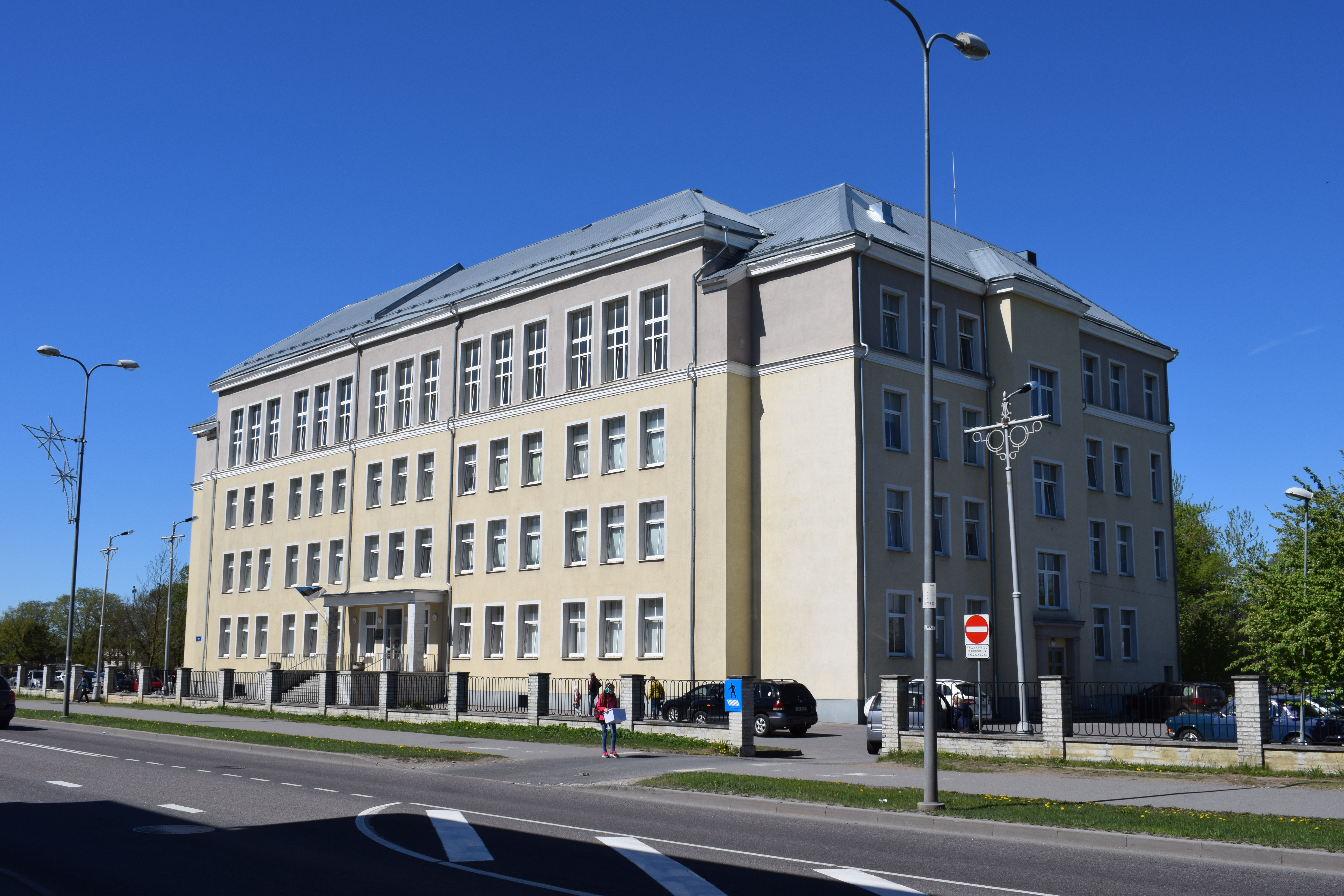
Таллинская Паэская гимназия
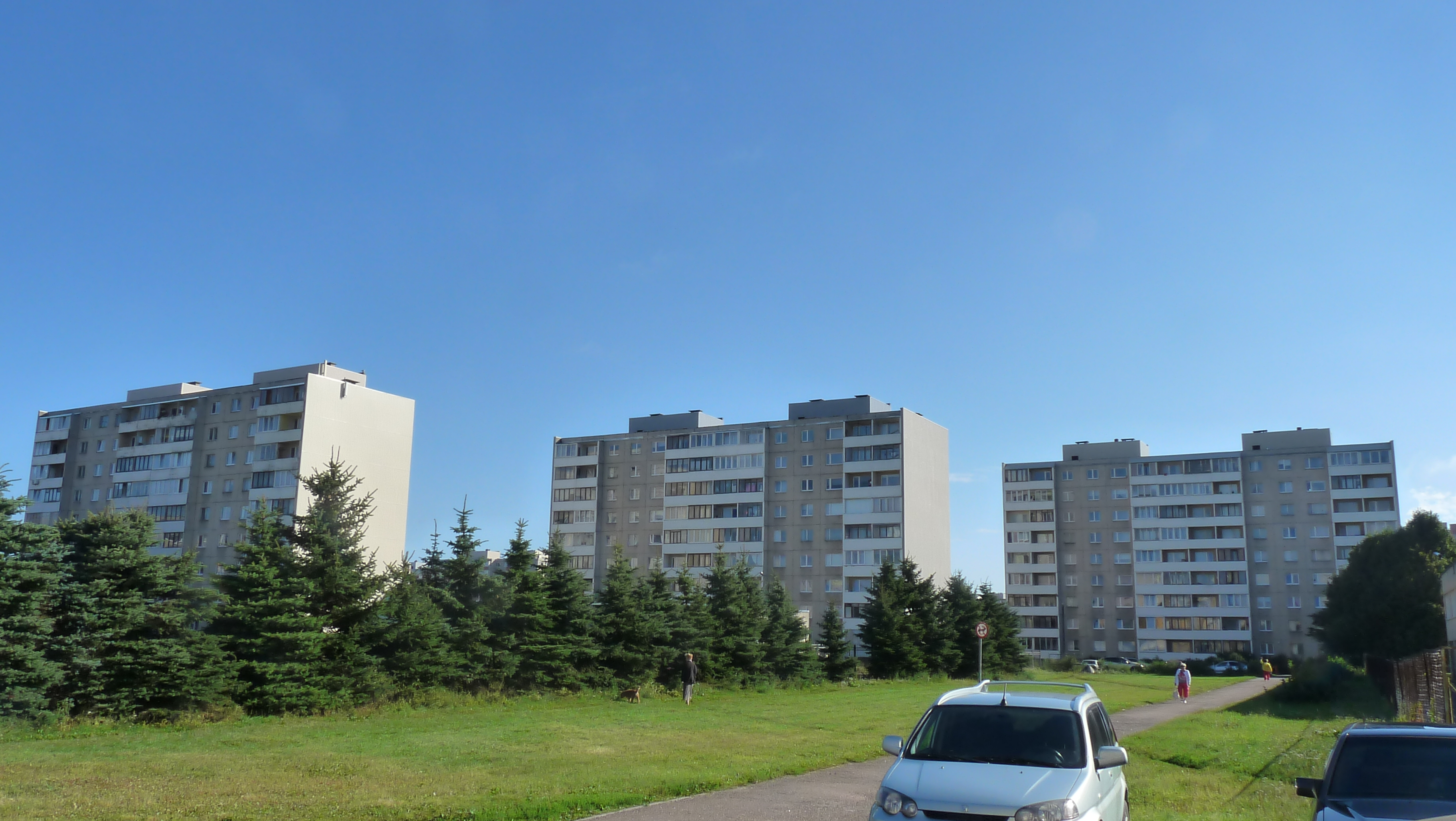
Жилые дома советского периода
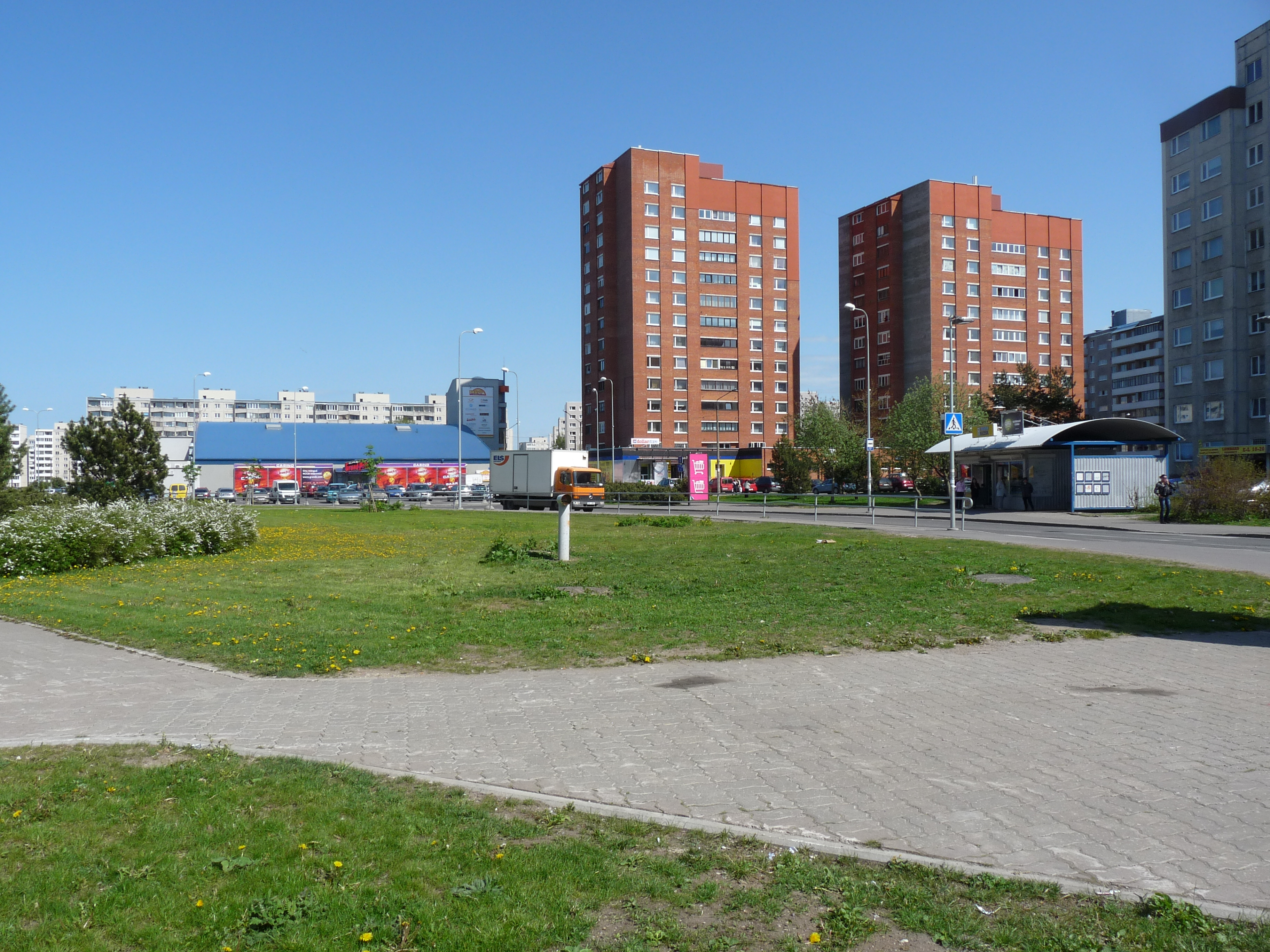
Автобусная остановка «Паэ»